# Synteza Coreya-House’a
Synteza Coreya-House’a – ciąg reakcji chemicznych, prowadzących do otrzymania alkanu. Synteza składa się z trzech etapów. Mimo większej złożoności niż np. reakcja Wurtza czy otrzymywanie alkanów w reakcji związków Grignarda z wodą, synteza Coreya-House’a jest często wykorzystywana, gdyż charakteryzuje się dużą wydajnością, niewielką ilością produktów ubocznych i szerokim wachlarzem możliwych do otrzymania związków.
Ta metoda otrzymywania alkanów została opracowana niezależnie od siebie przez E. Coreya z Harvard University i H. House’a z Massachusetts Institute of Technology w latach sześćdziesiątych.

## Przebieg syntezy
Pierwszym etapem syntezy jest reakcja halogenku alkilu z metalicznym litem, nieraz w suchym (bezwodnym) eterze. Reakcja przebiega podobnie do syntezy związków Grignarda, a w jej wyniku powstaje alkilolit, czyli związek litoorganiczny o wzorze RLi:
RX + 2Li → RLi + LiX
Można użyć halogenku alkilu o dowolnej rzędowości.
Następnie powstały alkilolit poddaje się reakcji z halogenkiem miedzi(I), CuX, dzięki czemu otrzymuje się dialkilomiedzian litu, nazywany również odczynnikiem Gilmana:
2RLi + CuX → R2CuLi + LiX
Ostatni etap syntezy to reakcja odczynnika Gilmana z halogenkiem alkilu, najlepiej pierwszorzędowym:

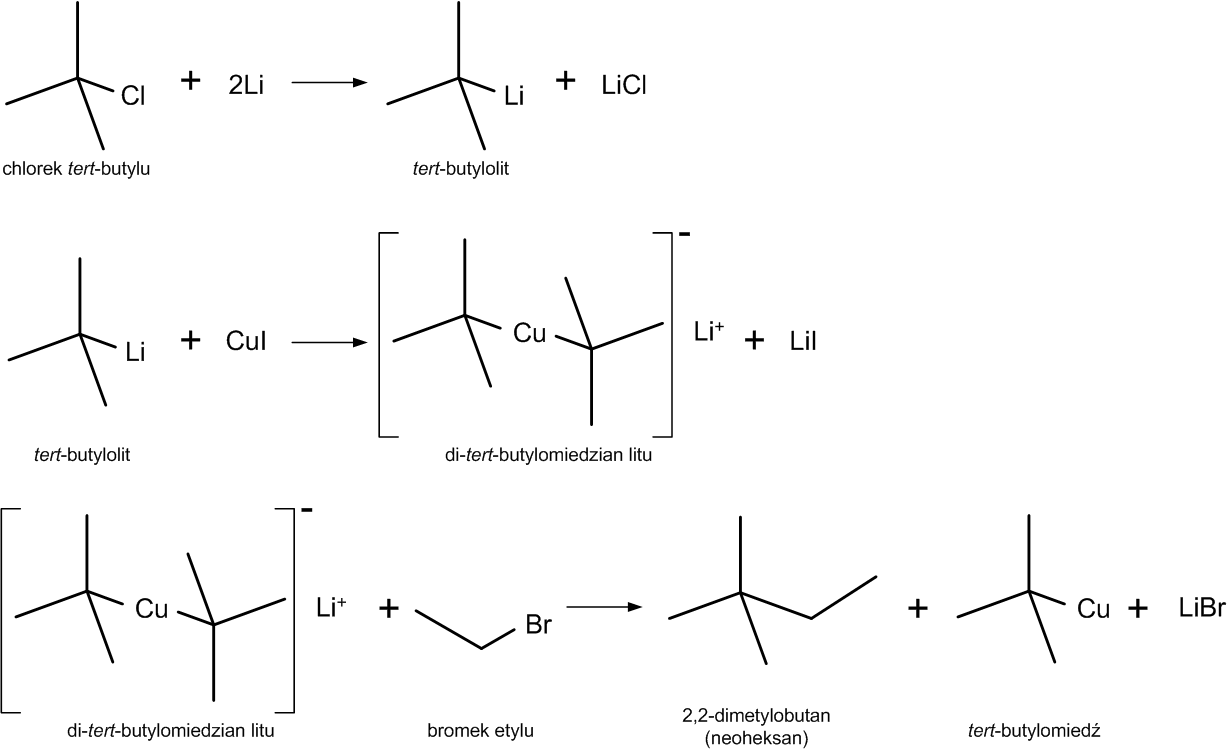
Otrzymywanie 2,2-dimetylobutanu (neoheksanu) jako przykład syntezy Coreya-House’a

R2CuLi + R'X → RR' + RCu + LiX
Przykład: